# رویت بای ربندورف
رویت بای ربندورف (به آلمانی: Reuth bei Erbendorf) یک شهر در آلمان است که در Tirschenreuth واقع شده‌است. رویت بای ربندورف ۱٬۲۲۰ نفر جمعیت دارد.